# Giorgio Marini
Giorgio Marini (né le 25 février 1945 à Rome) est un homme de théâtre italien.

## Biographie
Giorgio Marini commence son parcours artistique dans les années 1960 dans le cadre du théâtre expérimental romain. Né à Rome, il vit plus de 20 ans à Udine. Il collabore avec le Dionisio Teatro et en 1969 il débute au Beat 72 comme metteur en scène avec i Teologi, sur un récit de Borges. Il y met aussi en scène en 1973 L’angelo custode de Fleur Jaeggy (avec la musique de Antonello Neri), dont suivra en 1975, Un tram chiamato Thallulah.
Ensuite, il se consacre aussi aux opéras lyriques, classiques ou contemporains. Dans le théâtre en prose : Doppio sogno de Schnitzler, Diluvio a Nordernej sur des textes de Blixen, I fanatici de Musil, Zoo o lettere di non amore de V. Sklovskij, Il bagno di Diana de Klossowski, Il gran teatro del mondo de Calderón de la Barca, La coltivazione degli alberi di Natale et Riunione di famiglia de Eliot. Dans le domaine de l'opéra contemporain : Clementi (Carillon), Sciarrino (Aspern Papers et Cailles en Sarcophage, dont il est également l'auteur du livret), Britten (The Turn of the Screw), Stravinsky (Œdipus Rex, Rake’s Progress), Bartok, Berg (Wozzeck, Lulù), Schönberg, Schreker, Petrassi et Kurt Weill (Lady in the Dark). Dans le domaine de l'opéra classique : Mozart (Don Giovanni, Così fan Tutte), Bellini (Capuleti e Montecchi et I Puritani), Purcell, Puccini, Monteverdi, R. Strauss, Vivaldi, Čajkovskij. Après de nombreuses années en dehors des théâtres, il met en scène Ombre de Fleur Jaeggy.